# Partit Republicà d'Armènia
El Partit Republicà d'Armènia (armeni Հայաստանի Հանրապետական Կուսակցութուն o Hayastani Hanrapetakan Kusaktsutyun, HHK) és un partit polític conservador a Armènia. Fou el primer partit polític fundat després de la independència d'Armènia (2 d'abril 1990) i enregistrat (14 de maig 1991). És el major partit de centredreta a Armènia, i afirmava tenir 140.000 membres. El partit controlà la majoria dels òrgans de govern en Armènia fins que durant les eleccions del 2018 només va obtenir el 4,7% dels vots i va perdre la representació a l'Assemblea Nacional per primer cop des de la independència d'Armènia; tot això va ocórrer en el context de la revolució de vellut.
La revista The Economist ha qualificat el HHK com un "típic partit de poder post-soviètic integrat principalment per funcionaris governamentals d'alt rang, funcionaris, rics i gent de negocis depenen de les connexions del govern".

## Ideologia
La ideologia conservadora del Partit Republicà es basa en el "Tseghakron", una ideologia nacionalista armènia del segle xx (que podria traduir-se com a "nació-religió"). Va ser formulada per Garegin Njdeh i sosté que la identitat nacional d'Armènia i l'Estat ha de dur a un significat religiós per a tots els armenis.

## Història
El Partit Republicà es considera hereu del Partit Nacional Unit, que operava a l'RSS d'Armènia en la clandestinitat des de 1967 fins a 1987. Es va fundar l'abril de 1990 i es va enregistrar oficialment el maig de 1991 (durant la perestroika només estava autoritzat). Molts dels membres fundadors van lluitar en les organitzacions paramilitars en el conflicte de Nagorno-Karabakh. Fins a la seva mort el 1997 el cap fou Ashot Nawasardjan i va ser reemplaçat per Andranik Margaryan.
Des del 1999 el partit va assumir el govern, quan Vazguèn Sargsian fou nomenat Primer Ministre d'Armènia. El 27 d'octubre de 1999 fou assassinat a l'Assemblea Nacional Armènia i fou substituït pel seu germà Aram Sargsyan, qui fou substituït el 2000 per Andranik Margaryan.
A les eleccions parlamentàries armènies de 2003 el partit va rebre el 23,5% dels vots, guanyant 31 dels 131 escons. A les eleccions parlamentàries armènies de 2007 el partit va obtenir el 33,91% del vot popular, obtenint 64 de 131 escons. L'actual Primer Ministre d'Armènia, Tigran Sargsyan, pertany a aquest partit.